# Petrus Kirstenius

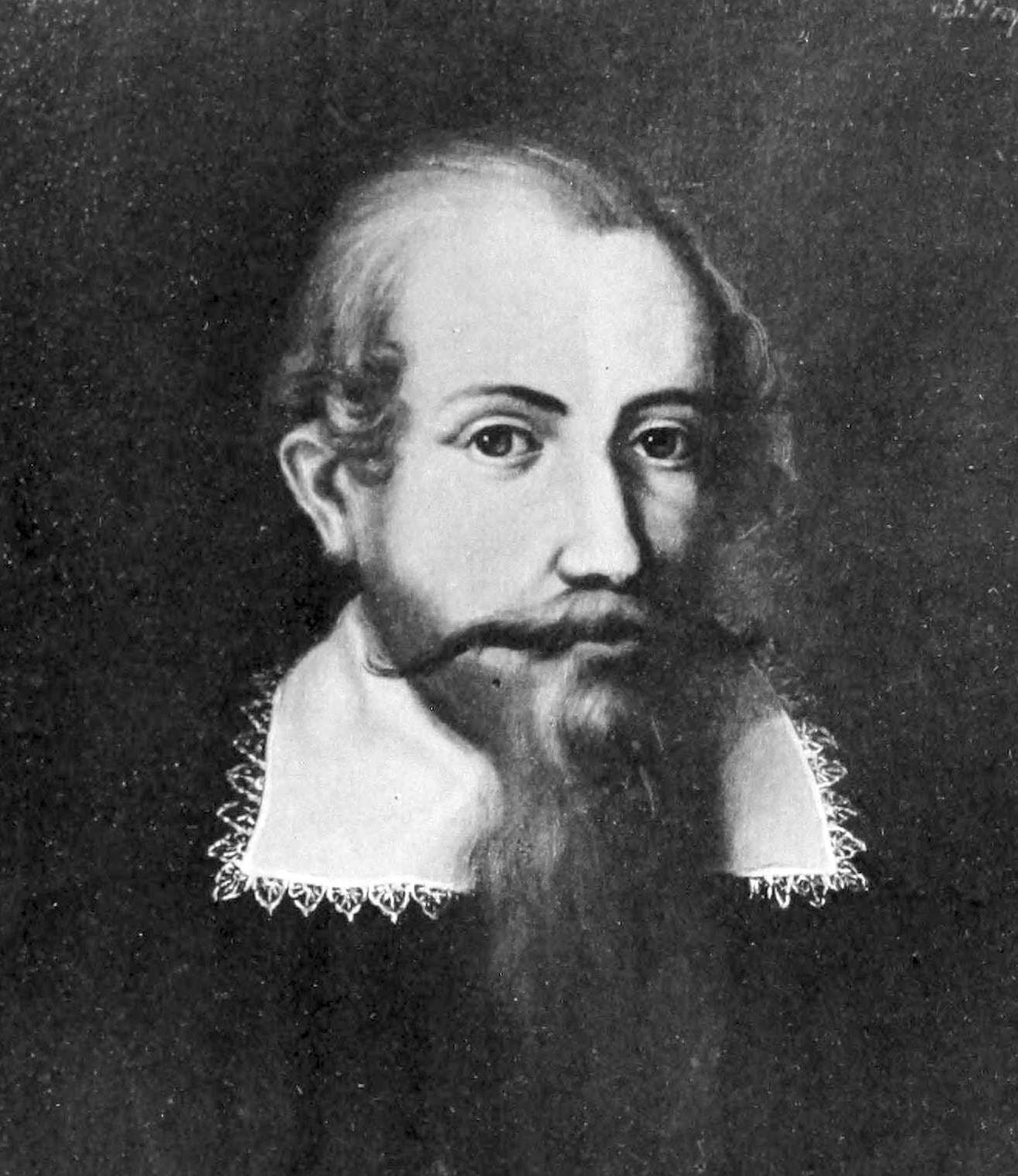
Petrus Kirstenius

Petrus Kirstenius, latinisierte Form von Peter Kirstein, deutsch auch Peter Kirsten (* 25. Dezember 1577 in Breslau; † 5. April 1640 in Uppsala), war ein deutscher Arzt und Philologe sowie Leibarzt der schwedischen Königin.

## Leben
Kirstenius erhielt seine medizinische Ausbildung an verschiedenen Universitäten in Deutschland, Holland und Frankreich. Da er sehr an den alten Schriften arabischsprachiger Ärzte, vor allem von Avicenna, interessiert war, nutzte er sein Studium zum Ausbau seiner schon vorher bemerkenswerten Sprachkenntnisse. Mit 24 Jahren promovierte er zum Doktor der Medizin in Basel. Außerdem begab er sich auf eine Studienreise durch Italien, Spanien, Frankreich und andere Länder.
Im Jahr 1609 veröffentlichte er eine in Breslau erschienene, von ihm mit einem lateinischen Kommentar versehene arabische Ausgabe des zweiten Buches aus dem Kanon der Medizin von Avicenna.
Wieder in Breslau wurde er 1610 Rektor des Elisabet-Gymnasiums und musste diese Tätigkeit aufgrund von Krankheit 1616 schon beenden. Danach war er vor allem praktizierender Arzt. Wenige Jahre später zog er nach Preußen, wo er mit dem schwedischen Reichskanzler Axel Oxenstierna bekannt wurde. Dieser stellte ihn als sein persönlicher Arzt ein, worauf Kirstenius 1636 nach Schweden zog. Dort wurde er im selben Jahr zum außerordentlichen Leibarzt der Königin Christina und zum Professor für praktische Medizin in Uppsala berufen.
Laut zeitgenössischen Berichten beherrschte Kirstenius 26 Sprachen und sein Ruf als Philologe war bedeutender als sein Prestige als Arzt. Laut eigenem Bekenntnis gehörte er eher zur Schule von Paracelsus und weniger zu Galenos. Abgesehen von wenigen medizinischen Schriften, wie De vero usu et abusu medicinae (Breslau, 1610), veröffentlichte Kirstenius mehrere sprachwissenschaftliche Arbeiten, vorwiegend Übersetzungen von christlichen Urkunden.
Sein Sohn Johan Peter Kirstenius (1617–1682) wurde ein angesehener Festungsbauoffizier.